# St Julian's Church (Kingston Buci)
La St Julian's Church è una chiesa anglicana di Kingston Buci (conosciuto anche come Kingston by Sea) nel distretto inglese di Adur, uno dei sette distretti locali della contea del West Sussex. Kingston Buci era un villaggio già all'epoca sassone nei pressi del Canale della Manica tra Southwick e Shoreham-by-Sea; poco rimane di quel periodo in quanto moderni agglomerati residenziali hanno cancellato gli antichi insediamenti, ma la locale chiesa mantiene il suo aspetto trecentesco.

## Storia
Kingston, come originariamente era chiamata, venne fondata come un insediamento anglosassone di influenza celtica. Il maniero locale era retto da Ralph de Buci per conto di William de Braose, I lord di Bramber nel 1086 e la chiesa venne fondata a quell'epoca. Scavi condotti negli anni '60 hanno trovato le fondamenta della navata centrale come ascrivibili al periodo sassone, poi predate dalla conquista normanna.
La chiesa è dedicata a Giuliano d'Antiochia e venne consacrata durante il XII secolo. Un secolo dopo, la costruzione ottenne l'aspetto attuale con la costruzione della torre centrale, creando la classica forma romanica delle chiese inglesi. L'abside, posto a nord è contraddistinto da aree stondate, mentre a sud si trova un portico per accogliere i fedeli. I diritti sulla chiesa vennero mantenuti dalla famiglia de Buci sin quando nel 1356 vennero ceduti ad un'altra famiglia che li mantenne sino al 1826 quando George Wyndham, III conte di Egremont acquisì questo patronato per sé e per i suoi successori, i Baroni di Leconfield. Max Wyndham, II barone Egremont ne è l'attuale titolare in patronato.

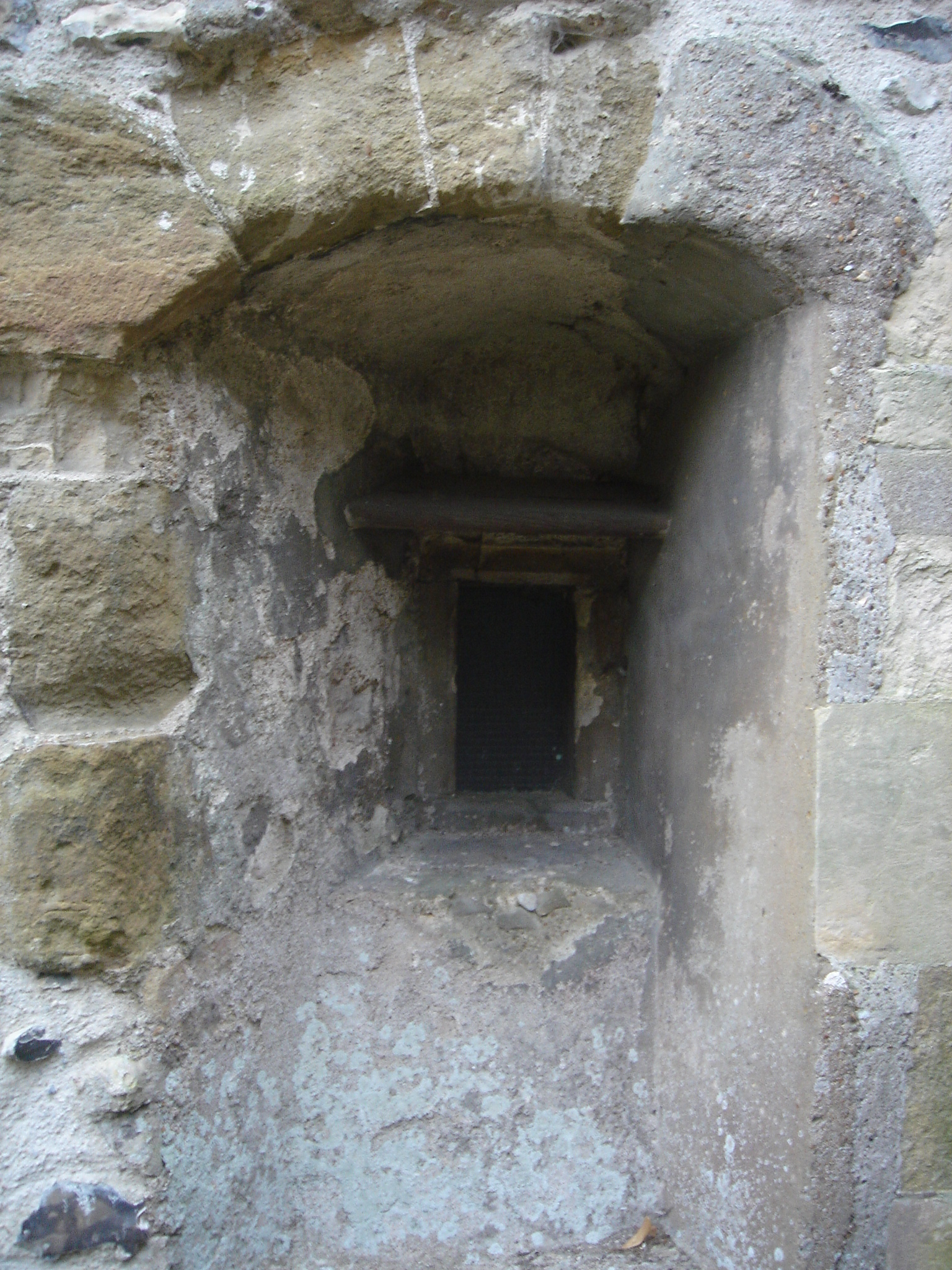
Questa finestra era l'unico punto di connessione tra la cella dell'anacoreta ed il resto della chiesa

Inusuale ed antica caratteristica della chiesa che sopravvisse in forma completa sino al XIV secolo, è la cella dell'anacoreta. Questa rara presenza architettonica, associata alle chiese medievali, era il luogo ove venivano alloggiati gli eremiti che volevano condurre una vita all'insegna dell'ascetismo: la "casa" aveva una sola stanza con una finestra che li metteva in connessione con la chiesa. Nella chiesa di St Julian i muri della cella vennero rimossi dal XIV secolo, ma rimangono ancora oggi in perfette condizioni la finestra (a forma di agioscopio) e la porta d'ingresso, oltre alla linea di aggancio del tetto.
Alcune finestre a lancette e perpendicolari gotici vennero aggiunti a nord durante i secoli XIV e XV. La famiglia Lewknor, che ottenne il patronato della chiesa dal XVI secolo, fece costruire il Sepolcro Pasquale nella parte nord della chiesa, vicino alle tombe di famiglia. I restauri dell'epoca vittoriana si concentrarono invece sulle finestre oltre a migliorare le decorazioni delle finestre a lancette.

## Architettura
La chiesa di St Julian è una struttura semplice realizzata in pietra, consistente in una navata con un'abside ed una torre centrale. La torre ed il presbiterio vennero costruite nella medesima epoca e non vi sono transetti. I muri della navata sono ancora quelli dell'XI secolo ma su di essi vi sono rifacimenti del XIII secolo che sembra non abbiano però mutato le proporzioni della chiesa. Anche se gran parte della navata venne ricostruita nel XIX secolo i grandi archi descritti da Nikolaus Pevsner come "di bellissima proporzione" rimangono del XIII secolo.
La torre dispone di una volta a crociera interna le cui decorazioni sono modanate come nel caso delle colonne e dei capitelli. Dall'esterno la torre presenta un tetto piramidale.
Architettonicamente, l'interno è decorato con le tombe della famiglia Lewknor, col Sepolcro Pasquale, con due pulpiti ed un organo, oltre ad un raro coro ligneo del XIV secolo. La tomba della famiglia Lowknor presenta delle decorazioni raffiguranti la Pietà, la Risurrezione e la Trinità. Il pulpito, realizzato nel XVIII secolo, domina l'interno con le sue dimensioni e la sua posizione.